# بخش فرمانده فرناندز
بخش فرمانده فرناندز (به اسپانیایی: Departamento Comandante Fernández) یک منطقهٔ مسکونی در آرژانتین است که در استان چاکو واقع شده‌است. بخش فرمانده فرناندز ۱٬۵۰۰ کیلومتر مربع مساحت و ۸۸٬۱۶۴ نفر جمعیت دارد.